# Филмографија Нурија Билгеа Џејлана
Филмографија Нурија Билгеа Џејлана обухвата један краткометражни и девет дугометражних играних филмова.
Џејлан се бави фотографијом од средњошколског периода. Студирао је прво хемију а потом и електротехнику. Био је успешан у фотографском раду и представљао је Турску на догађају у организацији компаније Kodak. Фотографски рад је прекинуо ради служења војног рока. По завршетку обавезног војног рока, отпочео је студије филма. Напустио је студије и почео да ради на краткометражним пројектима и снимио је свој први филм Коза. Кратки филм Коза, који је Џејлан режирао, написао и продуцирао постао је први турски краткометражни филм приказан на Канском филмском фестивалу 1995. године. У овом филму се појављују приступ и мотиви које ће Џејлан касније истраживати у свим филмовима: коришћење статичних фотографија; амбијентални звук који наглашава природу, употреба врата и прозора као оквира; умерена употреба класичне музике, контрастирање фигуре и пејзажа, дуги кадрови и употребна крупних планова. У наставку каријере је снимао искључиво дугометражне игране филмове.
Његова филмска остварења су освојила на десетине награда и номинација за награду. Више пута је освајао FIPRESCI награду за своје филмове. Такође је освојио Златну поморанџу за најбољег редитеља за Мајски облаци 1999, Хладан 2002. и Климе 2006. године, као и Златну поморанџу за најбољи сценарио, за филм Хладан 2002. године. Освојио је Гран при на Канском филмском фестивалу за филм Хладан. Награду на Канском ФФ је поново освојио 2011. са Било једном у Анадолији. За филм Три мајмуна добио је награду за најбољег редитеља на Канском филмском фестивалу, а касније је освојио и Награду за најбољег редитеља на додели Азијско-пацифичких филмских награда, за остварења Три мајмуна (2008), Било једном у Анадолији (2011) и Зимски сан (2014) године. Џејлан је освојио престижну Златну палму за Зимски сан. Поред тога, Босфордски универзитет, где је студирао, доделио му је почасни докторат.

## Филмографија
| Године | Српски наслов           | Турски наслов           | Позиција | Позиција  | Позиција   | Напомене                 |
| Године | Српски наслов           | Турски наслов           | Редитељ  | Продуцент | Сценариста | Напомене                 |
| ------ | ----------------------- | ----------------------- | -------- | --------- | ---------- | ------------------------ |
| 1995.  | Коза                    | Koza                    | Да       | Да        | Да         | краткометражни филм      |
| 1997.  | Касаба                  | Kasaba                  | Да       | Да        | Да         | дебитантски дугометражни |
| 1999.  | Мајски облаци           | Mayıs Sıkıntısı         | Да       | Да        | Да         |                          |
| 2002.  | Хладан                  | Uzak                    | Да       | Да        | Да         |                          |
| 2006.  | Климе                   | İklimler                | Да       | Да        | Да         | такође глумац            |
| 2008.  | Три мајмуна             | Üç Maymun               | Да       | Да        | Да         |                          |
| 2011.  | Било једном у Анадолији | Bir Zamanlar Anadolu'da | Да       | Да        | Да         |                          |
| 2014.  | Зимски сан              | Kış Uykusu              | Да       | Да        | Да         |                          |
| 2018.  | Дрво дивље крушке       | Ahlat Ağacı             | Да       | Да        | Да         |                          |
| 2023.  | О сувим травама         | Kuru Otlar Ustune       | Да       | Да        | Да         |                          |

## Рецепција критике
| Година | Филм                    | Ротен томејтоуз    | Метакритик            |
| ------ | ----------------------- | ------------------ | --------------------- |
| 1995.  | Коза                    | /                  | /                     |
| 1997.  | Касаба                  | /                  | 89/100 (4 рецензије)  |
| 1999.  | Мајски облаци           | /                  | 75/100 (4 рецензије)  |
| 2002.  | Хладан                  | 87% (46 рецензија) | 84/100 (18 рецензија) |
| 2006.  | Климе                   | 73% (66 рецензија) | 72/100 (25 рецензија) |
| 2008.  | Три мајмуна             | 77% (62 рецензија) | 73/100 (14 рецензије) |
| 2011.  | Било једном у Анадолији | 92% (79 рецензија) | 82/100 (21 рецензија) |
| 2014.  | Зимски сан              | 87% (85 рецензија) | 88/100 (27 рецензија) |
| 2018.  | Дрво дивље крушке       | 94% (81 рецензија) | 86/100 (22 рецензија) |
| 2023.  | О сувим травама         | 93% (69 рецензија) | 88/100 (26 рецензија) |